# Kommunale Selbstverwaltung (Deutschland)

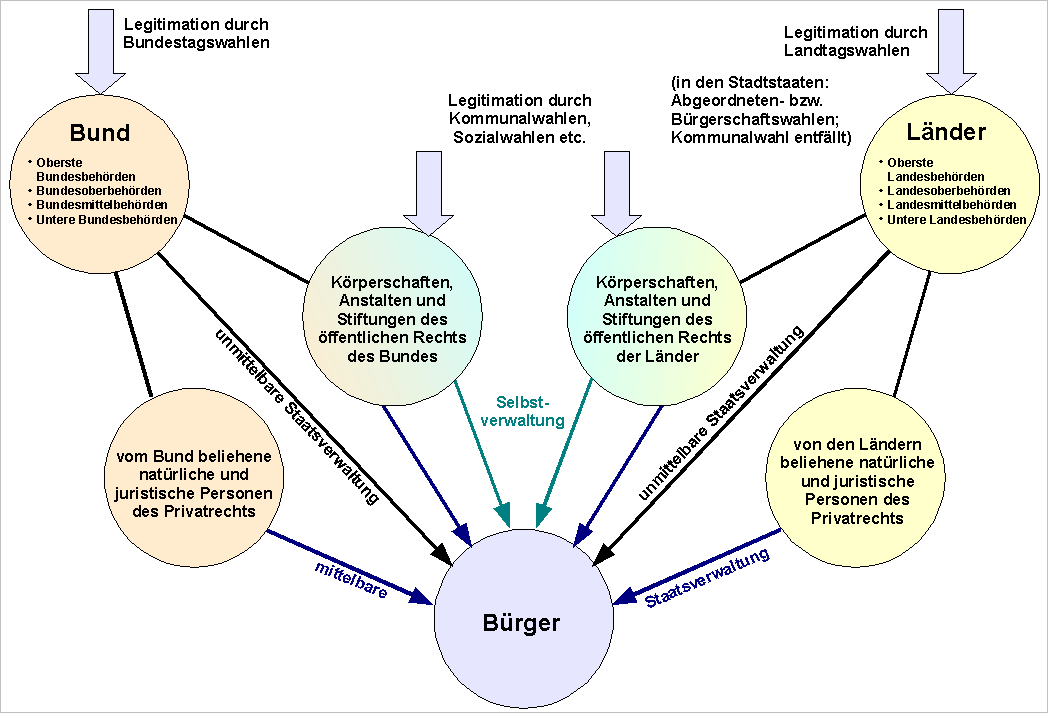
Legitimationskette der unmittelbaren und mittelbaren Staatsverwaltung sowie Selbstverwaltung auf Bundes-, Landes- und Kommunalebene

Die kommunale Selbstverwaltung ist ein praktisch wichtiges Beispiel für Selbstverwaltung, also der Übertragung von Verwaltungsaufgaben an rechtlich verselbständigte juristische Personen, um den Betroffenen die eigenverantwortliche Gestaltung zu ermöglichen.
Träger der kommunalen Selbstverwaltung sind in der Bundesrepublik Deutschland insbesondere die Gemeinden als Gebietskörperschaften des öffentlichen Rechts. Die Gemeindebürger wählen eine Vertretungskörperschaft (Gemeinderat) und je nach Bundesland auch den Bürgermeister. Die Gemeindevertretung beschließt über grundsätzliche Angelegenheiten der Selbstverwaltung und kontrolliert die Verwaltung. Die Gemeindevertreter sind ehrenamtlich tätig. Bei der Leitung der Verwaltung gilt der Grundsatz: In Gemeinden mit weniger als 8000 Einwohnern ist der Bürgermeister Mitglied der Gemeindevertretung und ebenfalls ehrenamtlich tätig. Größere Gemeinden und Landkreise werden dagegen durch einen oder mehrere hauptamtlich tätige kommunale Wahlbeamte geleitet.
Die kommunale Selbstverwaltung ist in Art. 28 Abs. 2 GG und in den meisten Landesverfassungen durch die kommunale Selbstverwaltungsgarantie (siehe unten) geschützt. Die Zuständigkeit umfasst alle Aufgaben, die in der örtlichen Gemeinschaft wurzeln (Aufgabenfindungsrecht). Ein Mandat für überörtliche Aufgaben oder allgemeinpolitische Betätigung besteht dagegen nicht: Die Gemeinde ist kein privater Zusammenschluss von Bürgern, sondern Teil der öffentlichen Gewalt, genauer ein Teil der Exekutive, die nur innerhalb ihrer Kompetenzen tätig werden darf.
Kommunale Gebietskörperschaften sind neben den Gemeinden auch Gemeindeverbände wie z. B. Kreise bzw. Landkreise, Landschaftsverbände und besondere Regionalverbände (z. B. der Regionalverband Ruhr).

## Historische Entwicklung

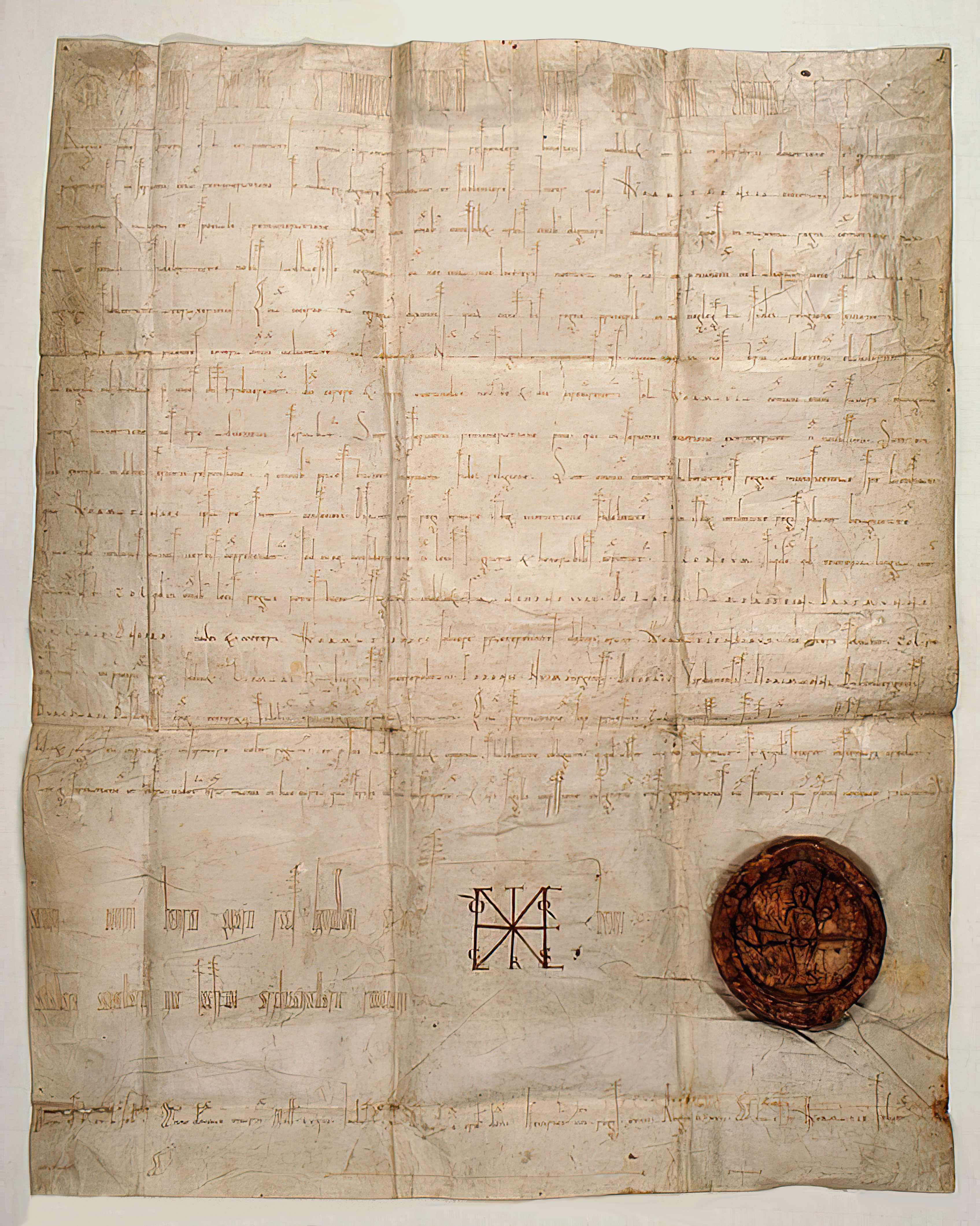
Urkunde vom 18. Januar 1074 von König Heinrich IV. für die Bürger von Worms

Als ältestes Zeugnis beginnender kommunaler Selbstverwaltung gilt eine Urkunde von 1074 von König Heinrich IV., die er den Einwohnern von Worms ausstellte. Erstmals gewährt hier ein deutscher König der Gemeinschaft der Einwohner einer Stadt – ohne dass der Stadtherr erwähnt wird – Privilegien.
Prinzipiell waren bis zur Christianisierung alle Stammesgesellschaften und – soweit schon existent – alle Dorfgemeinschaften östlich des Rheins wirtschaftlich autark und politisch autonom. Im Zuge der christlichen Missionierung begann eine Umstrukturierung, verbunden mit der Einführung des Lehnswesens. Viele Dörfer und Städte, insbesondere in Norddeutschland, konnten jedoch auch im Mittelalter eine weitgehende Selbstbestimmung bewahren. Hervorzuheben sind Gemeinden in sogenannten Bauernrepubliken sowie Städte mit eigener Rechtsprechung, zum Beispiel nach dem Lübschen- oder Magdeburger Recht.
Nach der Veröffentlichung von Luthers 95 Thesen setzten in Deutschland tiefgreifende gesellschaftliche Veränderungen ein. Mit der Reformation kamen Abgaben nicht mehr direkt dem Pfarrer zugute, sondern der Kirchengemeinde. Die Kirche sollte lediglich noch indirekt als Lehrerin und Dienerin, durch Anweisung und Ermahnung in der Liebe zu Gott, nicht mehr aber in der Verwaltung der Gemeinden beteiligt sein. Dabei kam es zu fiskalischen Auseinandersetzungen und zur Zersplitterung ursprünglicher Kirchbezirke, auch in katholischen Gebieten. Der Grund dafür war vor allem, dass Gerichtssprengel und Kirchsprengel nicht mehr identisch waren. Die geistliche Gerichtsbarkeit wurde abgeschafft, und alle Streitigkeiten wurden fortan vor weltlichen Gerichten verhandelt. Eingeführt wurden Gemeindekassen und die Begründung des Pfarrwahlrechts zugunsten einer Kirchengemeindeleitung, den sogenannten Kirchgeschworenen. Das Pfarrwahlrecht bewirkte die Anpassung der kirchlichen an die nachbarschaftlichen, das heißt kommunalen Strukturen. Sie verbrieften den Gemeinden das freie Recht, den Pfarrer zu wählen und zu entlassen. Im Gegenzug wurden die Gemeinden verpflichtet, für das Armen- und Schulwesen aufzukommen.
Eine flächendeckende Schaffung administrativer Gemeindestrukturen fand in Deutschland erst Anfang des 19. Jahrhunderts statt. Auf Grundlage der französischen Munizipalität erhielten alle Gemeinden in den von Napoleon regierten deutschen Gebieten ein Selbstverwaltungsrecht, verbunden mit einer rechtlichen und finanziellen Autonomiegarantie. Diese Souveränität behielten die Kommunen in Deutschland bis 1918. Tiefgreifende Veränderungen im traditionellen Selbstverwaltungsgefüge traten in Deutschland im Zuge der Erzbergerschen Reformen ein; sie machten die Länder und Gemeinden weitgehend von Steuerzuweisungen des Staates abhängig.
Die Gleichschaltung der Gemeinden im Dritten Reich war dagegen eine vorübergehende Erscheinung. Während dieser Zeit blieb die kommunale Selbstverwaltung nicht nur erhalten, die Nationalsozialisten machten sie fortan zur Pflicht. Seit Einführung der Deutschen Gemeindeordnung von 1935 können in Deutschland grundsätzlich alle Einwohner zur Mitwirkung der Selbstverwaltung ihrer Gemeinden ehrenamtlich verpflichtet werden. Nach dem Zweiten Weltkrieg bildeten insbesondere die Regelungen zur Selbstverwaltung die inhaltliche Grundlage für die Gemeindeordnungen der einzelnen Länder.

## Heutiger Zustand

### Verfassungsgarantie der kommunalen Selbstverwaltung
Art. 28 Abs. 2 S. 1 GG (gemeindliche Selbstverwaltungsgarantie) gibt den Gemeinden die Zuständigkeit für alle Aufgaben, die im gemeindlichen Zusammenleben wurzeln. Diese Zuständigkeitsvermutung erübrigt einzelne spezielle Kompetenztitel: Gemeinden sind in der örtlichen Ebene allzuständig (Universalitätsprinzip); sie haben ein Aufgabenfindungsrecht. Andere kommunale Gebietskörperschaften, insbesondere Landkreise, kennen keine umfassende Zuständigkeit, ihre Aufgaben werden daher im Einzelnen zugewiesen.

### Die Gemeinde im Staatsaufbau
Die kommunale Selbstverwaltung führt zu einer staatlichen Dezentralisierung. Trotz deren Bezeichnung als vertikaler Föderalismus führt sie nicht zu einer staatsrechtlichen Dreiteilung Bund–Länder–Gemeinden, da die Gemeinden als Selbstverwaltungskörperschaften Teil der Exekutive sind. Man spricht wegen der rechtlichen Verselbständigung von der hierarchischen Verwaltung auch von mittelbarer Landesverwaltung. Aus diesem Grund ist der Gemeinderat auch nicht Parlament, sondern Verwaltungsgremium.

### Die Aufgaben der Gemeinde
Zur Ausgestaltung der Selbstverwaltung der Gemeinden haben die Bundesländer Gemeindeordnungen (und Landkreis- bzw. Kreisordnungen) erlassen. Diese orientieren sich regelmäßig an der früheren einheitlichen Deutschen Gemeindeordnung (DGO). Im praktischen Verwaltungsvollzug nehmen die Gebietskörperschaften vielfach neben ihren eigenen Selbstverwaltungsaufgaben auch übertragene, staatliche Aufgaben wahr.
Einige Gemeindeordnungen haben diese historisch überkommene dualistische Aufgabenstruktur (eigene – staatliche Aufgaben) wegen der darin zum Ausdruck kommenden Distanzierung zum Staat nicht übernommen. Nach dem sogenannten Weinheimer Entwurf von 1948 folgen sie stattdessen einem monistischen Verständnis und unterscheiden die umfassend verstandenen eigenen Aufgaben in weisungsfreie und Weisungsaufgaben. Ob außer der abweichenden Terminologie hiermit wesentliche Unterschiede verbunden sind, ist zweifelhaft.
Es werden eigene (sogen. freiwillige Leistungen und Zuschussmaßnahmen; Beispiele: Konzerthaus, Oper, Theater, Museen, kommunale Bibliotheken, Musikschulen, Schwimmbäder, Sportanlagen), pflichtige (bzw. weisungsfreie Pflichtaufgaben; Beispiele: Schulen, Erwachsenenbildung, Friedhöfe, Gemeinderatswahlen) und Auftragsangelegenheiten (bzw. Pflichtaufgaben nach Weisung – Beispiel: Bauaufsicht, Meldeverwaltung, Gefahrenabwehr) unterschieden.
Ferner gibt es als Mischform die Freiwillige Pflichtaufgabe, z. B. Betrieb von Krankenhäusern, Denkmalpflege etc.
Freiwillige und pflichtige Aufgaben fallen unter die Selbstverwaltungsgarantie der Gemeinden. Auftragsangelegenheiten sind dagegen ursprüngliche Aufgaben des Bundes oder der Länder, die den Gemeinden von diesen zur Ausführung übertragen wurden.
Freiwillige Aufgaben kann die Gemeinde nach Belieben übernehmen und regeln. Pflichtaufgaben muss sie dagegen erledigen; die Ausgestaltung bleibt aber ihr überlassen. Allerdings ist auch die Gemeinde als Teil der öffentlichen Verwaltung an Recht und Gesetz gebunden, Art. 20 Abs. 3 GG. Um dies zu gewährleisten, gibt es die Rechtsaufsicht des Landes. Weisungsangelegenheiten müssen dagegen gemäß den Weisungen der übergeordneten Behörden ausgeführt werden. Hier gibt es deshalb eine umfassende Fachaufsicht.
Verzichtet eine Gemeinde im Rahmen der Erfüllung ihrer Aufgaben ganz oder teilweise auf eine Erstattung der Kosten durch ihre Bürger, oder gewährt Zuschüsse, die über den gesetzlich verpflichtenden Rahmen hinausgehen, ist dies eine freiwillige Leistung, auch, wenn es sich bei der Leistung um eine pflichtige Aufgabe handelt.

### Probleme der kommunalen Selbstverwaltung
In der Verwaltungspraxis der Bundesländer ist die Tendenz erkennbar, Aufgaben durch Gesetz hochzuzonen, das heißt den Kommunen zu entziehen. Das Bundesverfassungsgericht hat hier in ständiger Rechtsprechung eine Grenze gezogen und festgelegt, dass bei den Gebietskörperschaften ein Kernbereich eigener Kompetenzen verbleiben muss. Hierzu zählen:
- Gebietshoheit
- Satzungshoheit
- Finanzhoheit
- Abgabenhoheit
- Personalhoheit
- Organisationshoheit
- Planungshoheit und
- Daseinsvorsorge

Andererseits werden Gemeinden auch neue Aufgaben übertragen. Viele Gemeinden sind – unter anderem durch zusätzliche Pflicht- und Auftragsangelegenheiten ohne ausreichende Kostendeckung durch Bund und Länder – finanziell handlungsunfähig geworden und können deshalb die Möglichkeiten der kommunalen Selbstverwaltung faktisch nur noch eingeschränkt nutzen. Im Rahmen der Föderalismusreform wurde das Grundgesetz geändert: Gemeinden dürfen durch Bundesrecht keine zusätzlichen Aufgaben auferlegt werden (Neufassung des Art. 84 Abs. 1 und des Art. 85 Abs. 1 GG).
Edzard Schmidt-Jortzig, in den 1980er Jahren Lehrstuhlinhaber für Öffentliches Recht an der Universität Kiel, beklagte schon damals, Aufgaben des Staates Bundesrepublik würden auf den oberen Ebenen erfunden, anschließend aber, samt Finanzierung, auf die unteren Ebenen „heruntergedrückt“.
Der achte Senat des Bundesverwaltungsgerichts urteilte am 31. Januar 2013 über die Kreisumlage: es ist unzulässig, die notwendigen Kosten der Landkreise für ihre Aufgabenerfüllung auf die Gemeinden wegzudrücken. Es muss für die Gemeinden eine absolut geschützte finanzielle Mindestausstattung geben.

## Rechtsquellen in den Landesverfassungen
- Baden-Württemberg: Art. 71 LV Bd. Wtt.
- Bayern: Art. 11 Abs. 2 in Verbindung mit Art. 83 LV Bay.
- Brandenburg: Art. 97 LV Brandenburg
- Bremen: Art. 144 BremVerf
- Hessen: Art. 137 HV
- Mecklenburg-Vorpommern: Art. 72 Verf M-V
- Niedersachsen: Art. 57 NV
- Nordrhein-Westfalen: Art. 78 LV NRW
- Rheinland-Pfalz: Art. 49 und Art. 50 LV Rh.Pf.
- Saarland: Art. 118 SVerf
- Sachsen: Art. 84 SächsVerf
- Sachsen-Anhalt: Art. 2 Abs. 3 und Art. 87 LV Sachsen-Anhalt
- Schleswig-Holstein: Art. 46 Abs. 1 und 2 LV Schl.H.
- Thüringen: Art. 91 Abs. 1 und 2 ThürVerf

In den Ländern Berlin und Hamburg besteht der Staat nur aus einer einzigen Kommune. Eine kommunale Selbstverwaltungsgarantie gibt es dort daher nicht.